# Taken for Granted
„Taken for Granted” este un single de debut al cântareței australiane Sia. Acesta a fost lansat în 2000 și în Iunie al anului, a debutat la numărul 10 în UK Singles Chart. Și a rămas în clasament pentru un total de cinci săptămâni. Este primul single de pe cel de-al doilea album al Siei, Healing Is Difficult. Acesta a fost scris de către Sia și produs de către Nigel Corsbie și conține elemente împrumutate de la cântecul lui Sergei Prokofiev „Montagues and Capulets”
Sia a interpretat cântecul la Top of the Pops.

## Lansare
„Taken for Granted” a fost lansat ca un CD Single în Statele Unite ale Americii pe data de 19 mai 2000. Acesta a fost făcut disponibil ca și un single vinil.
În Regatul Unit, „Taken for Granted” a fost distribuit ca un CD pe data de 22 mai 2000. Versiunea Pt. 2 a fost de asemenea lansată în aceeași zi.

## Lista pieselor
1. „Taken for Granted” (Radio Edit) – 3:37
2. „Taken for Granted” (Desert Eagle Discs Mix) – 4:19
3. „Taken for Granted” (M.V.P. Mix) – 4:57
4. „Taken for Granted” (Groove Chronicles Mix) – 5:20

- 12"[6]

1. „Taken for Granted (Restless Soul Mix)”
2. „Taken for Granted (Soul Brother Mix)”

## Clasamente
În Iunie 2000, acesta a fost un hit, debutând pe poziția sa maximă la numărul 10 în Regatul Unit. În martie 2002, acesta a avut ceva succes în țara ei natală, Australia, acesta s-a poziționat la numărul 100 pe ARIA Top 1000 Singles Charts.
Cântecul a depășit numărul 7 pe ARIA HitSeekers Singles Chart.
| Clasament (2000-02)             | Poziție maximă |
| ------------------------------- | -------------- |
| Australia (ARIA)                | 100            |
| Regatul Unit (UK Singles Chart) | 10             |